# Piringsdorf
Piringsdorf è un comune austriaco di 868 abitanti nel distretto di Oberpullendorf, in Burgenland. Nel 1971 fu soppresso e unito a Unterrabnitz-Schwendgraben per formare il nuovo comune di Piringsdorf-Unterrabnitz-Schwendgraben, ma nel 1991 i due comuni riacquistarono la loro autonomia.